# سمك الشعري
سمك الشعري أو سمك الإمبراطور (الاسم العلمي Lethrinus)، جنس أسماك بحرية من أسماك الإمبراطور. تنتشر من شرق المحيط الاطلسي إلى المحيط الهندي حتى غرب المحيط الهادي.

## الأنواع
يوجد حاليًا 27 نوعًا معروفًا في هذا الجنس:
- Lethrinus amboinensis بيتر بليكر, 1854 (Ambon emperor)
- Lethrinus atkinsoni Seale, 1910 (Pacific yellowtail emperor)
- Lethrinus atlanticus اشيل فالنسيان, 1830 (Atlantic emperor)
- Lethrinus borbonicus اشيل فالنسيان, 1830 (Snubnose emperor)
- Lethrinus conchyliatus (جيمس سميث (عالم), 1959) (Redaxil emperor)
- Lethrinus crocineus جيمس سميث (عالم), 1959 (Yellowtail emperor)
- Lethrinus enigmaticus جيمس سميث (عالم), 1959 (Blackeye emperor)
- Lethrinus erythracanthus اشيل فالنسيان, 1830 (Orange-spotted emperor)
- Lethrinus erythropterus اشيل فالنسيان, 1830 (Longfin emperor)
- Lethrinus genivittatus اشيل فالنسيان, 1830 (Longspine emperor)
- Lethrinus haematopterus كونراد جاكوب تمينك & هيرمان شليغل, 1844 (Chinese emperor)
- Lethrinus harak (بيتر فورسكول, 1775) (Thumbprint emperor)
- Lethrinus laticaudis Alleyne & W. J. Macleay, 1877 (Grass emperor)
- Lethrinus lentjan (برنار جيرمان دي لاسيبيد, 1802) (Pink ear emperor)
- Lethrinus mahsena (بيتر فورسكول, 1775) (Sky emperor)
- سمكة الإمبراطور صغير الأسنان اشيل فالنسيان, 1830 (Smalltooth emperor)
- Lethrinus miniatus (يوهان راينهولد فورستر, 1801) (Trumpet emperor)
- شعور (بيتر فورسكول, 1775) (Spangled emperor)
- Lethrinus obsoletus (بيتر فورسكول, 1775) (Orange-striped emperor)
- Lethrinus olivaceus اشيل فالنسيان, 1830 (Longface emperor)
- Lethrinus ornatus اشيل فالنسيان, 1830 (Ornate emperor)
- Lethrinus ravus K. E. Carpenter & جون إرنست راندال, 2003 (Drab emperor)
- Lethrinus reticulatus اشيل فالنسيان, 1830 (Red snout emperor)
- Lethrinus rubrioperculatus Torao Sato, 1978 (Spotcheek emperor)
- Lethrinus semicinctus اشيل فالنسيان, 1830 (Black blotch emperor)
- Lethrinus variegatus اشيل فالنسيان, 1830 (Slender emperor)
- Lethrinus xanthochilus كارل بنيامين كلونتسنغر, 1870 (Yellowlip emperor)

## معرض صور

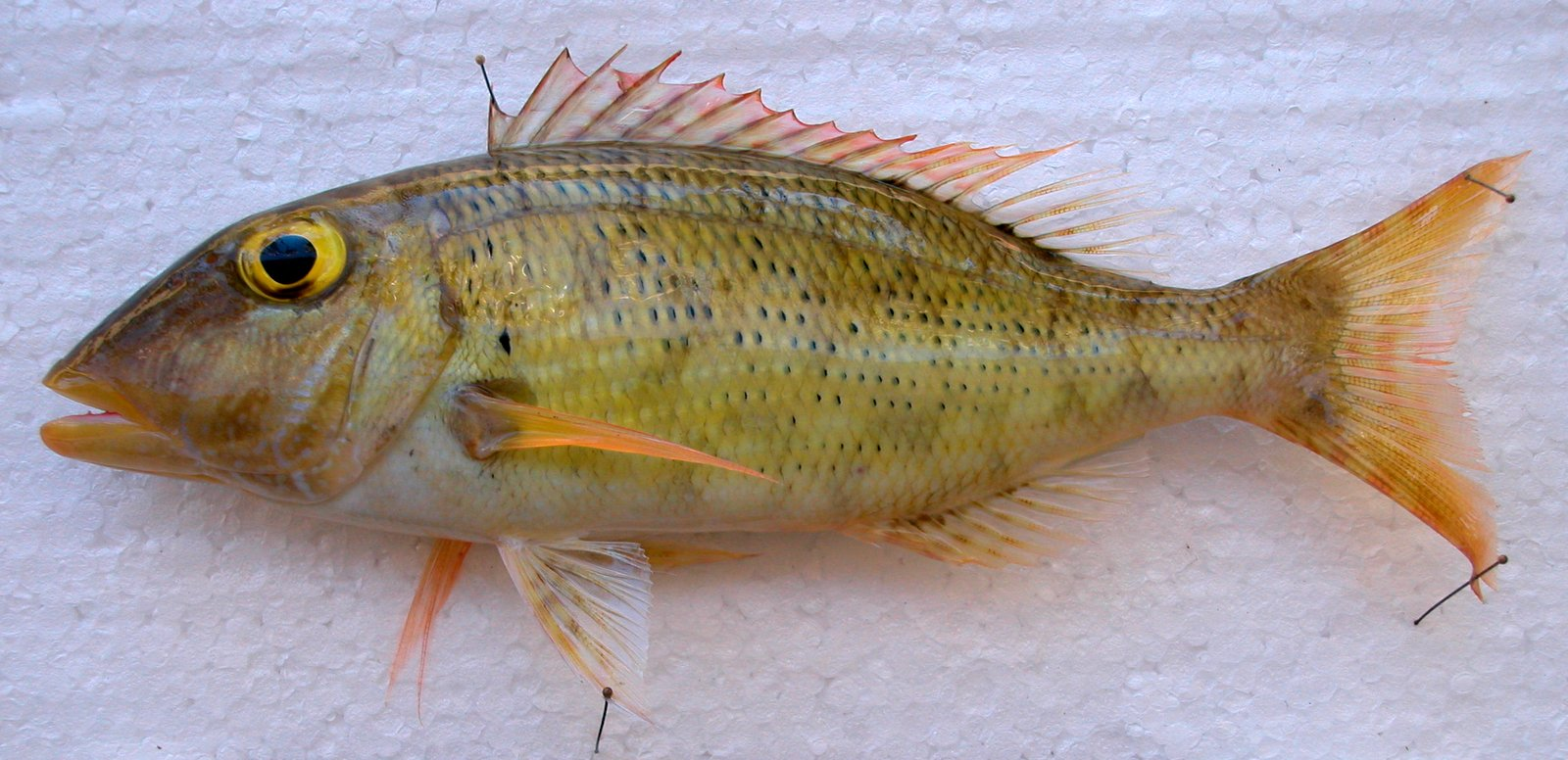
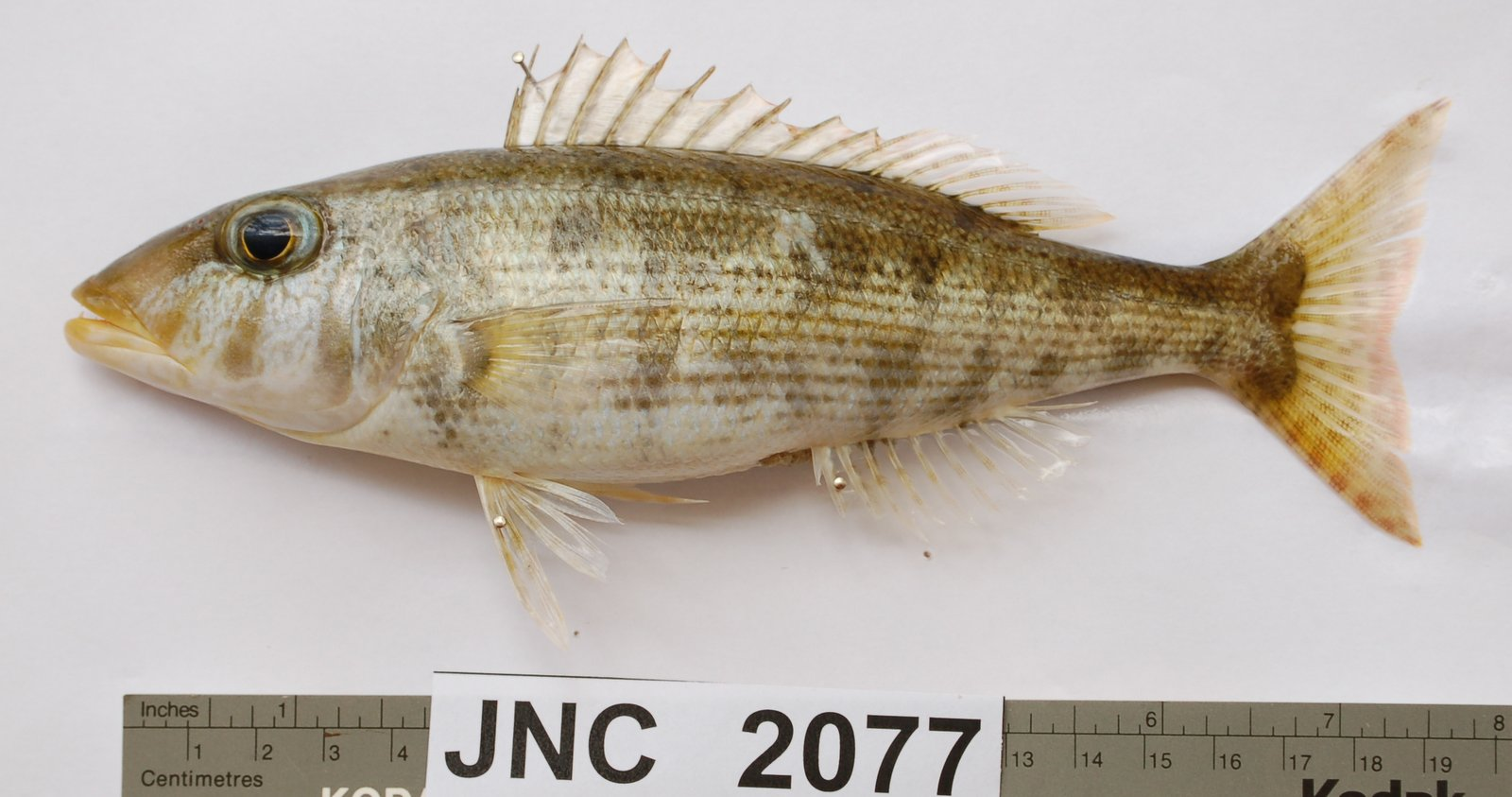
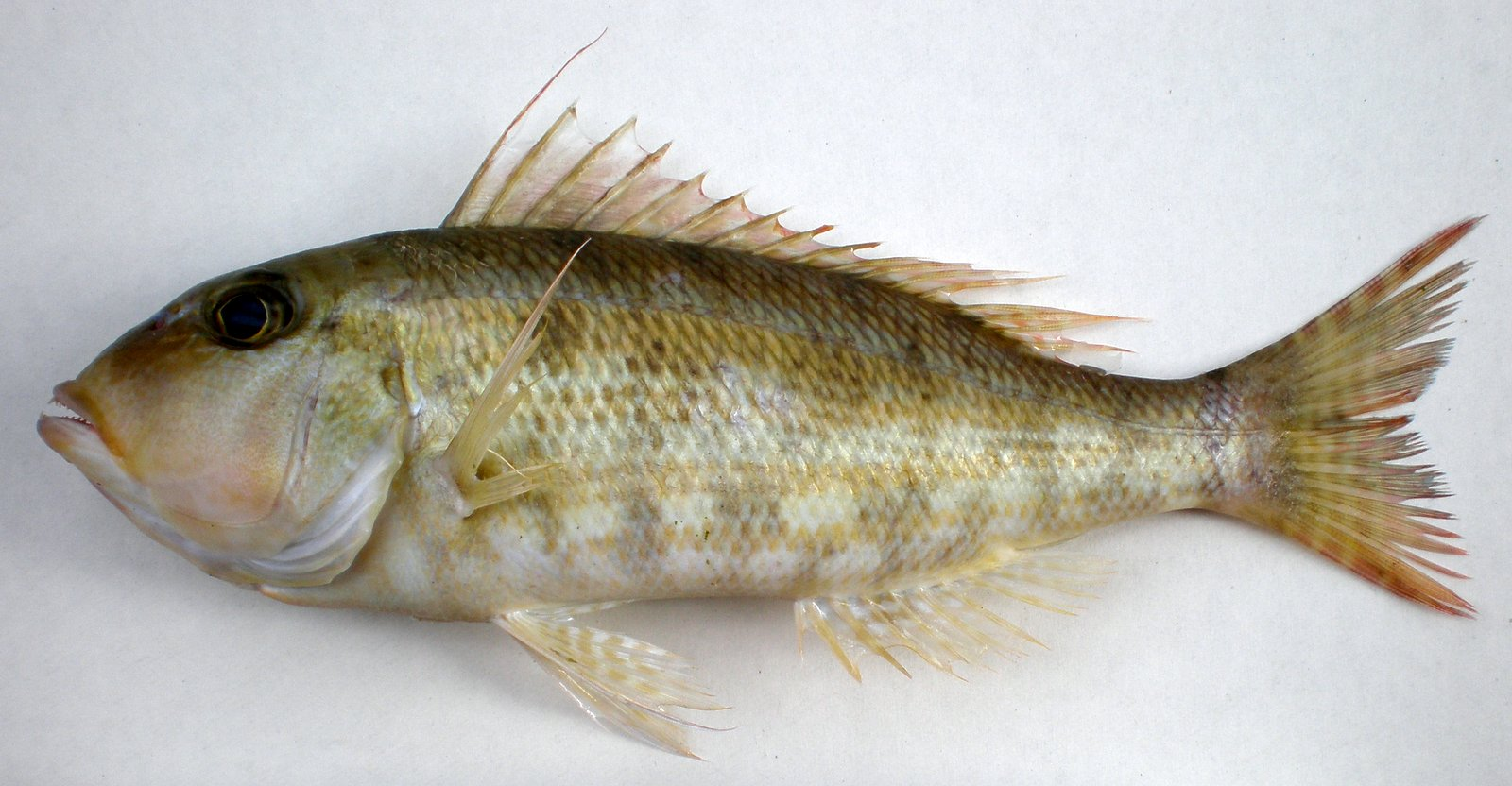
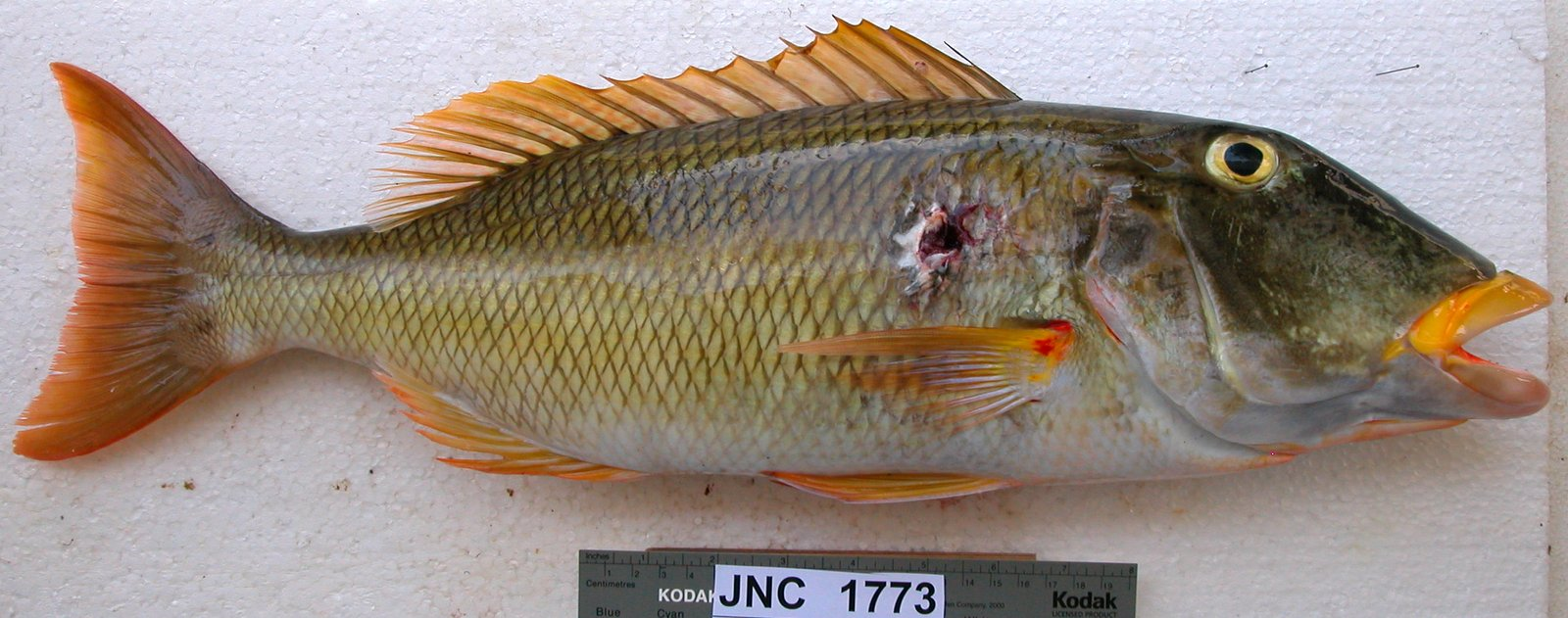